# Hwasong-14
Die Hwasong-14 ist eine ballistische Interkontinentalrakete, aus nordkoreanischer Entwicklung. In der NATO wird sie als KN-20 bezeichnet.

## Entwicklung
Erstmals wurde die Hwasong-14 im Jahr 2011 auf einer Militärparade präsentiert. Am 4. Juli 2017 wurde sie erstmals zu einem Testflug gestartet. Sie wurde von einer Raketenstellung im Norden Nordkoreas abgefeuert, stieg auf eine Höhe von rund 2.802 km und flog etwa 900 km in östliche Richtung, wo sie im Japanischen Meer niederging. Ein Sprengkopf war nicht an Bord. Nach allgemeingültiger Definition handelt es sich um eine Interkontinentalrakete, wenn sie im Flug mindestens eine Flughöhe von 1.000 km erreicht (erdnaher Weltraum) und 5.500 km weit fliegt.

## Reichweite
Analysten haben errechnet, dass die Hwasong-14 in der ersten Konfiguration bei einer weniger steilen Flugbahn bis zu 6.800 km weit fliegen würde. Damit wäre sie die erste nordkoreanische Rakete, die Alaska, und somit das US-amerikanische Festland, erreichen kann.
Am 28. Juli 2017 folgte ein weiterer Test einer vermutlichen Hwasong-14. Dabei stieg die Rakete bis auf 3.700 km Höhe und flog 47 Minuten lang, bevor sie ins Japanische Meer fiel. Hypothetisch ergibt sich damit für eine optimale, flachere Flugbahn nun eine Reichweite von bis zu 10.700 km, womit die Westküste der USA erreichbar wäre. Berücksichtigt man zudem die reichweitenverlängernde Erdrotation bei einer ostwärtigen Flugbahn, wären auch Ziele jenseits der US-Westküste denkbar, wie Chicago und möglicherweise New York.
Nach dem Bulletin of the Atomic Scientists ist es zweifelhaft, ob die im Juli 2017 getestete Rakete mit einem von Nordkorea hergestellten Atomsprengkopf Alaska erreichen könnte.

## Technik
Hinweise auf die unterschiedlichen Flugleistungen der beiden Raketen gibt es nicht, es wird vermutet, dass beim ersten Test eine Rakete mit zwei Triebwerken in der Erststufe verwendet wurde. Beim zweiten Versuch könnte eine Erststufe mit vier Triebwerken verwendet worden sein. Die Bezeichnung dieser weiteren Rakete ist bislang unklar.
Nordkorea führt Raketentests meist sehr steil aus, vermutlich um Überflüge über andere Länder und damit mögliche militärische Reaktionen zu vermeiden.
Über die Konfiguration der Hwasong-14 ist wenig bekannt. Es handelt sich um eine zweistufige Rakete, vermutlich eine Weiterentwicklung der Hwasong-13 oder der Hwasong-12.
Das mobile System ist auf dem geländegängigen WS51200-16×12-LKW untergebracht und damit schnell verlegbar und schwierig zu lokalisieren. Eine präventive Zerstörung ist demnach nicht zuverlässig möglich. Jedes Fahrzeug ist mit einem Flugkörper bestückt.